# Cephalosphaera arnaudi
Cephalosphaera arnaudi är en tvåvingeart som beskrevs av José Albertino Rafael 1992. Cephalosphaera arnaudi ingår i släktet Cephalosphaera och familjen ögonflugor. Inga underarter finns listade i Catalogue of Life.